# Окіп (Богодухівський район)
Окі́п — село в Золочівській громаді Богодухівського району Харківської області України.
Станом на 2015 рік в селі ніхто не мешкав.

## Географія
Село Окіп знаходиться на правому березі річки Уди, вище за течією на відстані 2 км розташоване село Щетинівка (Бєлгородська область), нижче за течією на відстані 5 км - село Уди, на протилежному березі розташоване село Червона Зоря. На відстані 1 км проходить кордон з Росією.

## Історія
12 червня 2020 року, розпорядженням Кабінету Міністрів України № 725-р «Про визначення адміністративних центрів та затвердження територій територіальних громад Харківської області», увійшло до складу Золочівської селищної громади.
19 липня 2020 року, в результаті адміністративно-територіальної реформи та ліквідації Золочівського району, село увійшло до складу Богодухівського району.

## Відомі люди
Уродженцями села є:
- Матлаєв Омелян Іванович (1904—1945) — Герой Радянського Союзу.
- Тимченко Йосип Андрійович (1852—1924) — відомий український механік-винахідник, один з піонерів світової кінематографії,який ще до братів Люм'єр в 1893 році  винайшов та  сконструював прототип сучасного кінознімального апарату та апарату для кінопроекції.